# Xerxes I
Xerxes I, (fornpersiska Khshayārsha, grekiska Ξέρξης Xerxēs, hebreiska Aḥashwerosh), född 519 f.Kr., död 465 f.Kr., var en persisk storkonung som tillhörde den akemenidiska dynastin. Han regerade mellan 486 och 465 f.Kr. Xerxes var son till Dareios I och Kyros II dotter Atossa. Xerxes var den av Dareios söner som föddes först efter hans trontillträde och Dareios utropade honom till sin efterträdare istället för den äldre brodern Artabazanes.
Xerxes fick börja sin regering med att kuva en revolt i Egypten genom att angripa via deltat. Även i Babylonien pågick revolter genom att befästningar revs, tempel plundrades och Marduks staty förstördes. I och med detta avsade han sig titlarna "kung av Babylonien" och "kung av Egypten" och titulerade sig enbart "kung av Persien och Medien". Efter att ha kuvat revolter i Egypten och Babylonien tog Xerxes upp sin faders krigsplaner mot Grekland. Kriget skulle denna gång utkämpas både till lands och sjöss, och 480 f.Kr. lyckades han efter slaget vid Thermopyle inta Aten, men drog sig tillbaka till Mindre Asien efter ett flottnederlag vid slaget vid Salamis. 479 f.Kr. besegrades den kvarlämnade armén vid Plataiai och flottan vid Mykale. Dessa nederlag markerar enligt vissa historiker början på den akemenidiska dynastins nedgång, vilket är tvivelaktigt då riket bevarade sin stabilitet i knappt 150 år. Trots nederlagen tillskansade sig Xerxes stort inflytande i Grekland och inom det persiska riket stärkte han den kejserliga traditionen med både nya byggnader och påkostade ceremonier inom hovet. Xerxes såg till att slutföra faderns byggnadsprojekt och påbörja egna i huvudstaden Persepolis. Xerxes föll offer för en palatsrevolution och hans son Artaxerxes I efterträdde honom.

## Utmärkelser
Asteroiden 7211 Xerxes är uppkallad efter honom.